# Emotion (Destiny's Child)
Emotion è un singolo discografico delle Destiny's Child del 2001 con la produzione e l'arrangiamento di Mark J. Feist, cover di Emotion del 1977.
Ha ottenuto un buon successo commerciale negli Stati Uniti, dove è riuscita ad entrare nella top ten della Billboard Hot 100, e nel Regno Unito dove è arrivata fino alla terza posizione ed ha venduto oltre copie. Il brano è stato inserito nel terzo album del gruppo Survivor.

## Riconoscimenti
Soul Train Lady of Soul Award
- Miglior brano R&B/Soul di un gruppo o duo

## Successo commerciale
Emotion ha raggiunto alla decima posizione della Billboard Hot 100 il 1º dicembre 2001, divenendo l'ottavo singolo del gruppo a entrare tra le prime dieci posizioni della classifica.
Nel Regno Unito, dove ha raggiunto la terza posizione della Official Singles Chart e ha venduto oltre 145 000 copie, divenendo il nono brano a esordire tra le prime dieci posizioni, ottenendo successivamente la certificazione di disco d'argento dalla British Phonographic Industry.

## Classifiche
| Classifica (2001-2002) | Posizione |
| ---------------------- | --------- |
| Australia              | 17        |
| Austria                | 28        |
| Belgio (Fiandre)       | 19        |
| Belgio (Vallonia)      | 30        |
| Canada                 | 11        |
| Europa (Hot 100)       | 10        |
| Francia                | 61        |
| Germania               | 21        |
| Irlanda                | 9         |
| Italia                 | 38        |
| Nuova Zelanda          | 2         |
| Norvegia               | 6         |
| Paesi Bassi            | 10        |
| Portogallo             | 8         |
| Regno Unito            | 3         |
| Stati Uniti            | 10        |
| Sudafrica              | 4         |
| Svezia                 | 14        |
| Svizzera               | 21        |